# 유성 순치 마찰음
유성 순치 마찰음(有聲脣齒摩擦音)은 자음의 하나로 이와 입술을 사용하여 조음하는 유성 마찰음이다.

## 조음 방법
- 윗니로 아랫입술을 가볍게 깨물어, 옆의 빈 공간으로 공기를 흐르게 한다.
- 빈 공간을 강하게 마찰한다.
- 윗니를 떼면서 마찰되는 공기를 강하게 내뱉음과 동시에 성대를 울린다.

## 특징
- 발성 기관 속의 공기의 흐름을 유지했다가 더 강하게 내는 마찰음이다.
- 윗니와 아랫입술로 조음하는 순치음이다.
- 조음할 때 성대가 울리는 유성음이다.
- 입을 통하여 공기가 빠져나가는 구강음이다.
- 기류가 혀 옆이 아니라 중앙으로 빠져나가는 중설음이다.
- 발성 방법은 인후나 입이 아니라 폐에서 발성 기관으로 공기가 빠져나가는 폐장기류음이다.

## 발음의 예
- 현대 그리스어: β에서 이 소리가 난다.
- 웨일스어, 아미어: f에서 이 소리가 난다.
- 영어, 몰타어, 체코어, 헝가리어, 이탈리아어, 슬로바키아어, 스웨덴어, 프랑스어, 포르투갈어, 베트남어: v에서 이 소리가 난다.
- 눠쑤어: 로마자 표기의 v에서 이 소리가 난다.
- 아일랜드어: 좁은 자음의 bh, bhf, mh에서 이 소리가 난다.
- 독일어, 폴란드어: w에서 이 소리가 난다.
- 러시아어: 음절 말에 오지 않는 В에서 이 소리가 난다.
- 총가어: vh에서 평음 또는 유기음으로 소리난다.